# Don Ameche
Dominic Felix Ameche (Kenosha, 31 mei 1908 – Scottsdale (Arizona), 6 december 1993) was een Amerikaans acteur en regisseur.

## Carrière
Ameche begon zijn carrière als acteur met Texas Guinan in de vaudeville, totdat Guinan hem verwijderde uit het stuk. Ameche richtte zich op een carrière in de film en brak door in 1935. Aan het einde van de jaren 30 werd Ameche een bekende hoofdrolspeler in films van 20th Century Fox.
Na een serie films werd Ameche in de jaren 40 minder populair. Hij begon vervolgens voor de radio te werken. Hier kreeg de acteur veel erkenning en had een succesvolle carrière in de industrie.
Aan het einde van de jaren 60 begon Ameche ook een carrière als regisseur. Zo regisseerde hij de televisieserie Julia. Daarnaast kwam Ameche in de jaren 80 terug als acteur, toen hij in 1983 werd gecast in Trading Places. Het enorme succes van de film en Ameches geprezen acteerwerk brachten hem terug in beeld.
Voor zijn volgende rol, in de film Cocoon (1985), won Ameche een Academy Award voor Beste Mannelijke Bijrol. Ameche was nog de rest van zijn leven werkzaam als acteur. 
Hij stierf aan prostaatkanker, twee dagen na het afronden van het filmen van Corrina, Corrina. Ameche werd 85 jaar oud.

## Filmografie (selectie)
- 1935: Dante's Inferno – Man in stookplaats
- 1936: Ramona – Alessandro
- 1936: Ladies in Love – Dr. Rudi Imre
- 1936: One in a Million – Robert ‘Bob’ Harris
- 1937: In Old Chicago – Jack O'Leary
- 1938: Happy Landing – Jimmy Hall
- 1938: Alexander's Ragtime Band – Charlie Dwyer
- 1939: The Three Musketeers – D'Artagnan
- 1939: Midnight – Tibor Czerny/Baron Czerny
- 1939: The Story of Alexander Graham Bell – Alexander Graham Bell
- 1939: Hollywood Cavalcade – Michael Linnett 'Mike' Connors
- 1940: Lillian Russell – Edward Solomon
- 1940: Down Argentine Way – Ricardo Quintana
- 1941: That Night in Rio – Larry Martin/Baron Manuel Duarte
- 1941: Moon Over Miami – Phil 'Mac' McNeil
- 1941: The Feminine Touch – Prof. John Hathaway
- 1942: The Magnificent Dope – Dwight Dawson
- 1943: Heaven Can Wait – Henry Van Cleve
- 1944: Wing and a Prayer – Vluchtcommandant Bingo Harper
- 1945: Guest Wife – Joseph Jefferson Parker
- 1948: Sleep, My Love – Richard W. Courtland
- 1970: The Boatniks – Commandant Taylor
- 1983: Trading Places – Mortimer Duke
- 1985: Cocoon – Arthur Selwyn
- 1987: Harry and the Hendersons – Dr. Wallace Wrightwood
- 1988: Coming to America – Mortimer Duke
- 1988: Cocoon: The Return – Arthur Selwyn
- 1991: Oscar – Eerwaarde Clemente
- 1993: Homeward Bound: The Incredible Journey – Shadow (stem)
- 1994: Corrina, Corrina – Opa Harry